# Parque nacional Lauwersmeer
El Parque nacional Lauwersmeer (en neerlandés: Nationaal Park Lauwersmeer) es un parque nacional en las provincias de Groninga y Frisia, en los Países Bajos. Consiste en las partes meridionales y orientales del Lauwersmeer (anteriormente Lauwerszee).
En 1969 el Mar Lauwers fue encerrado y separado del mar de Wadden alrededor del 25 de mayo de 1969, Desde entonces se ha llamado Lauwersmeer.
El Lauwersmeer gradualmente se convirtió en un lago de agua dulce y nueva flora y fauna apareció. Para proteger esta zona natural nueva y joven, se decidió (el 12 de noviembre de 2003) designar el Lauwersmeer como un parque nacional.